# Delirium (фильм)
«Delirium» (делирий в переводе с лат. — бред) — второй фильм украинского режиссёра и художника Игоря Подольчака. Фильм снят по мотивам повести «Індуктор» Дмитрия Белянского. Мировая премьера фильма состоялась 4 марта 2013 года в конкурсной программе «Неделя режиссёров» на международном кинофестивале «Фанташпорту — 2013», Порту, Португалия. На Багдадском Международном кинофестивале (2013) фильм был награждён «Первым Призом».

## Синопсис
Возможно, достаточно встретить похоронную процессию, чтобы выпасть из действительности и попасть в бред. Бред, где время, утратив своё линейное движение, петляет среди образов небытия — отражений Смерти в смертях бывших и будущих, ужасных и желанных… Гость — молодой психиатр — приглашенный пожить в семье в связи с подозреваемым сумасшествием Отца, одержимого болезненно-суицидальним влечением к веревкам, узлам и удушениям. Но вполне возможно, что все наоборот, и именно его, Гостя психическое здоровье требует медицинского вмешательства.

## Актёры и персонажи
Владимир Химяк (Гость / Психиатр), первая роль в кино.

Петр Рыбка (Отец / Профессор), первая роль в кино.

Леся Войневич (Мать) (род. 1947, Львов), актриса.

Ольга Бакус (Служанка) (род. 1969, Львов), актриса.

Ольга Горбач (Дочка), актриса.

Иван Костенко (Сын / Муж Дочери), первая роль в кино.

Василий Костенко (священник), первая роль в кино.

## История производства
Работа над сценарием началась весной 2008 года и была завершена накануне съемок в июле того же года. Режиссёрская разработка сценария и подготовительный период был финансово поддержан Фондом Хуберта Балса (Нидерланды). В поисках локаций для съемок творческая группа совершила длительную экспедицию по Прикарпатью и Закарпатью Украины. Первый этап съемок проходил с 1 августа по 15 сентября 2008 года в предместьях Львова — Брюховичах и Городке, второй этап проходил в Киеве в конце 2009 — начале 2010 года. В общем съемочный период продолжался 35 смен. Съемки производились на цифровую кинокамеру Red One. Почти весь фильм, кроме первой и последней сцены снят при помощи специальной оптики Tilt & Shift, которая дала возможность создать специфическое
изображение с неравномерным распределением резкости кадра и разнообразными геометрическими искажениями. В сцене, снятой в городецком костеле использовался кран «Гармошка» (недоступная ссылка) и гиростабилизированная панорамная головка «Flight Head» (недоступная ссылка) украинско-американской компании Фильмотехник.
Монтаж, цветокоррекция и тонирование производилось на оборудовании Macintosh и использовалось программное обеспечение Apple Final Cut Pro, Color Final Cut Studio, визуальные эффекты производились в Adobe After Effects. Фильм был полностью тонирован, звук со съемочной площадки не использовался. Озвучивание трех мужских персонажей — Отца, Гостя, Сына, осуществил киевский актёр Виталий Линецкий. Звукорежиссуру фильма осуществил известный украинский музыкант и телеведущий Мирослав Кувалдин. Окончательная редакция звука была сделана Игорем Подольчаком та Игорем Дюричем в 2011 году.

## Музыка
Музыку для фильма написал Александр Щетинский. Изначально режиссёр и композитор планировали использовать традиционный музыкальный жанр Dies irae (лат.: День гнева), который является частью католической мессы. Были написаны шесть законченных инструментальных части, названных соответственно разделам латинского текста мессы: Dies Irae, Quantus tremor, Mors stupebit, Ingemisco, Tuba mirum, Lacrimosa. Композитор ограничился средствами симфонического оркестра и не использовал ни текста ни вокала. Музыка не содержала прямой иллюстративности и, в частности, благодаря авангардным стилевым приёмам парадоксально соединялась с названиями, апеллируя к принципам сюрреализма, которые полностью отвечали эстетике фильма. Однако, в процессе работы авторы решили использовать только две музыкальные части — Mors stupebit в начале фильма (начальные титры) и Dies irae на конечных титрах. Во время разворачивания действия фильма музыка вообще не звучит. Единственное исключение — молитва-речитатив священника, где использован текст Dies irae (в озвучивании этого эпизода принимал участие сам композитор). Благодаря этому начальный и конечный музыкальные фрагменты приобрели дополнительное драматургическое значение: введение в «проблематику» фильма (эффект настраивания на соответствующую эстетическую «волну») и смысловое обобщение. В то же время, молитва Священника эту проблематику конкретизирует.

## Интерпретации
Как и в первом своем фильме «Менины», «Delirium» апеллирует к запутанным семейным сагам, которыми пестреют литературные произведения Витольда Гомбровича, Милорада Павича и Бруно Шульца. В отличие от саг Лукино Висконти («Гибель богов») или Ингмара Бергмана (« Фани и Александр»), Подольчак избегает нарратива — всё происходит вне пространственно-временного континуума с фокусом на психологических состояниях. Его персонажи условны, что подчеркивается архетипичными наименованиями: Отец, Мать, Дочь.
Развивая темы, заданные в «Менинах», Подольчак в «Delirium» несколько видоизменяет «семейную» структуру — вводит в герметический «генеалогический» кошмар «другого» персонажа — человека со стороны. Но этот «чужак» (главный герой — Психиатр, своеобразный наследник рассказчика из «Падение дома Ашеров» Эдгара По), проявляет себя совсем не как чужеродное тело. Его вторжение не вызывает никаких изменений в «семейном организме». Ноборот семья поглощает «чужого», превращая его в полноценного участника странной игры, выхода из которой нет.
С точки зрения кинематографических жанров, точнее поджанров, «Delirium» можно отнести к, так называемым, «историям про дома, откуда нет выхода» или «историям домов с привидениями». Из фильмов первой категории ближайшим является «Сингапурский слинг» и «До встречи в аду, моя дорогая» Никоса Николаидиса. Из фильмов второй категории можно, для сравнения, вспомнить «Призрак дома на холме» Роберта Уайза и «Другие» Алехандро Аменабара. Но в отличие от фильмов Уайза и Аменабара, в фильме Подольчака зритель сталкивается с понятием «ошибочного саспенса», когда режиссёр, вроде бы, создает атмосферу тревожного ожидания, но эти предчувствия чего-то ужасного разрушаются из-за неадекватной на них реакции персонажей. Саспенс в исполнении Подольчака самоуничтожается — нет точки зрения «извне», отсутствует координата «нормальности», соотносясь с которой зритель способен противопоставить себя экранной неизвестности — он сам становится этой неизвестностью. Таким образом Подольчак провоцирует у зрителя чувство острой клаустрофобии — из его дома-мира нет выхода. Зритель, как и персонажи, не знает существует ли ещё что-то за границами того места, где он находится в данный момент, а поскольку «данный момент» имеет способность закольцовываться, то бегство «отсюда» становится просто невозможным.

## Релизы, фестивали, отзывы
Впервые отрывки из фильма были представлены на 45-м Международном кинофестивале в Карловых Варах в программе «Фильмы в производстве». Новые полнометражные фильмы из центральной и восточной Европы" в 2010 году.
По версии Афиша@Mail.Ru фильм Delirium стал пятым в рейтинге «Топ-10 украинских фильмов 2012 года».
Премьеры фильма:
- Мировая премьера — 4 марта 2013, конкурсная программа[9] «Неделя режиссёров» на международном кинофестивале «Фанташпорту — 2013», Порту.
- Латиноамериканская премьера — 23 марта 2013 года, «Международная панорама» на Уругвайском международном кинофестивале[10] в Монтевидео.
- Российская премьера — 13 июня 2013 года. Основной конкурс на Международном кинофестивале им. А. Тарковского[11]

Самый радикальный эксперимент можно записать в актив украинскому режиссёру Игорю Подольчаку. Его фильм Delirium - смесь параноидального бреда и математического анализа, снятого почти при полной расфокусировке кадра и в самых необычных визуальных решениях.
- Украинская премьера — 19 июля 2013 года. Номинация на Украинскую Нацилнальную Кинопремию[13]. Одесский Международный кинофестиваль.

Вообще, лента очень клаустрофобична и болезненна, она как черная дыра затягивает зрителя в себе. Думаю, это визуальное решение может быть метафорой для любимой Подольчаком украинской интеллигенции и буржуазии, которую также затянуло в черную дыру времени, и вместо её непосредственного присутствия, мы можем видеть лишь следы её существования - предметы быта, которые навсегда утратили своё место и хозяев.
Подольчака в первую очередь интересует человеческое сознание, отчего его работы напоминают болезненные сновидения, с юнгианскими мотивами и доминированием образа над словом. Причем сам режиссёр предпочитает сравнивать свои ленты с абстракцией в живописи и сторонится каких-либо однозначных трактовок..
- Азиатская премьера — 7 октября 2013 года. Багдадский международный кинофестиваль.